# Streekmuseum Reeuwijk
Het Streekmuseum Reeuwijk is een museum gelegen in de plaats Reeuwijk, in Zuid-Holland. Het museum werd in 1984 opgericht, toen nog onder de naam 'Oudheidkamer Reeuwijk', en was toen gevestigd in de oude dorpsschool in Sluipwijk. In 1987 verhuisde het naar een boerderij aan de Oudeweg.
Het museum gaat uit van de 'Stichting Streekmuseum Oudheidkamer Reeuwijk' en toont het dagelijks leven in het begin van de twintigste eeuw. De lokale turfwinning neemt daarbij een centrale plaats in.

## Collectie
In de geheel als museum ingerichte boerderij van 1907 is een schoolklasje, een dorpswinkeltje en een klein scheepswerfje te zien. Er zijn vele originele veenderijgereedschappen uitgestald, met foto’s die het gebruik ervan tonen. Een minutieus uitgevoerd model in schaal 1:10 geeft de gang van veen tot  turf weer. Ook is er een ruimte met plaats voor tijdelijke tentoonstellingen.
Behalve voorwerpen heeft het Streekmuseum een grote collectie foto's, een uitgebreide genealogie van het Groene Hart, een diaklankbeeld en een kleine bibliotheek met boeken en publicaties uit de streek.
In de stal en op de museumzolder zijn enkele werkplaatsen ingericht van ambachtelijke bedrijfjes die uit het straatbeeld verdwenen zijn. Zo is er een jachtwerfje en een klompenmakerij.